# Antsirabato Airport
Antsirabato Airport är en flygplats i Madagaskar.   Den ligger i regionen Sava, i den nordöstra delen av landet, 500 km nordost om huvudstaden Antananarivo. Antsirabato Airport ligger 6 meter över havet.
Terrängen runt Antsirabato Airport är platt. Havet är nära Antsirabato Airport åt nordost.  Närmaste större samhälle är Antalaha, 11,9 km norr om Antsirabato Airport. Omgivningarna runt Antsirabato Airport är en mosaik av jordbruksmark och naturlig växtlighet.